# Anita Nair
Anita Nair (Shoranur, 26 gennaio 1976) è una scrittrice indiana di lingua inglese.

## Biografia
Nata nel 1966 a Shoranur (in particolare nel villaggio di Mundakkottukurussi), ha conseguito un B.A. in lingua e letteratura inglese a Kerala.
Dopo aver lavorato come direttrice creativa in un'agenzia pubblicitaria e come pubblicista e redattrice, ha esordito nella narrativa nel 1997 con la raccolta di racconti Il satiro della sotterranea.
Tra le scrittrici indiane più popolari all'estero, nel corso della sua prolifica carriera ha pubblicato romanzi, gialli, saggi, raccolte di racconti e libri per ragazzi; opere spesso incentrate sulla difficile condizione della donna in India.
Vive e lavora a Bangalore.

## Opere

### Romanzi
- Un uomo migliore (The Better Man, 1999), Vicenza, Neri Pozza, 2001 traduzione di Francesca Diano ISBN 88-7305-780-2.
- Cuccette per signora (Ladies Coupe, 2001), Vicenza, Neri Pozza, 2002 traduzione di Francesca Diano ISBN 88-7305-837-X.
- Padrona e amante (Mistress, 2005), Vicenza, Neri Pozza, 2006 traduzione di Francesca Diano ISBN 88-545-0050-X.
- Living Next Door to Alise (2006)
- L'arte di dimenticare (Lessons in Forgetting), Parma, Guanda, 2010 traduzione di Francesca Diano ISBN 978-88-6088-642-2.
- Il custode della luce (Idris), Parma, Guanda, 2014 traduzione di Francesca Diano ISBN 978-88-6088-539-5.
- L'alfabeto delle spezie (Alphabet Soup for Lovers), Parma, Guanda, 2015 traduzione di Francesca Diano ISBN 978-88-235-1125-5.
- Sapore amaro (Eating Wasps, 2018), Parma, Guanda, 2019 traduzione di Francesca Diano ISBN 978-88-235-2292-3.

### Serie ispettore Gowda
- La ferocia del cuore (Cut Like Wound), Parma, Guanda, 2012 traduzione di Francesca Diano ISBN 978-88-6088-942-3.
- L'ira degli innocenti (Chain of Custody), Parma, Guanda, 2016 traduzione di Francesca Diano ISBN 978-88-235-1460-7.
- Hot Stage (2023)

### Raccolte di racconti
- Il satiro della sotterranea: racconti urbani e gotici (Satyr of the Subway & Eleven Other Stories, 1996), Vicenza, Neri Pozza, 2004 traduzione di Francesca Diano ISBN 88-7305-951-1.
- La mia magica India: favole e miti (Magical Indian Myths), Roma, Donzelli, 2008 traduzione di Luca Guerneri, saggio introduttivo di Francesca Diano ISBN 978-88-6036-264-3.

### Raccolte di poesie
- Cuore di Malabar (Malabar Mind, 2011), Milano, Marco Saya, 2018 traduzione e saggio introduttivo di Francesca Diano ISBN 978-88-98243-69-3.

### Libri per ragazzi
- Who Let Nonu Out? (2015)
- Bipathu and a Very Big Dream (2023)
- Muezza and Baby Jaan (2016)

### Saggi
- Goodnight and God Bless (2008)

## Adattamenti cinematografici
- Lessons in Forgetting, regia di Unni Vijayan (2012)